# لئو پلن
لئو پلن (به هلندی: Leo Peelen؛ ۱۶ ژوئیهٔ ۱۹۶۸ – ۲۴ مارس ۲۰۱۷) دوچرخه‌سوار اهل هلند بود.
وی در مسابقات کشوری و بین‌المللی در مجموع برندهٔ ۱ مدال نقره شد.

پلن در ۲۴ مارس ۲۰۱۷، در سن ۴۸ سالگی درگذشت.